# Nqatuaine Mani
Nqatuaine Mani (ur. 5 marca 1982 na Wyspach Cooka) – piłkarz z Wysp Cooka grający na pozycji obrońcy w tamtejszym Avatiu Rarotonga, były reprezentant Wysp Cooka.

## Kariera klubowa
Mani od początku kariery związany jest z Avatiu Rarotonga, czyli od 2000 roku, wtedy klub podpisał z nim kontrakt. Z tym klubem nie zdobył Mistrzostwa Wysp Cooka, ale zdobył 1 Puchar Wysp Cooka.

## Kariera reprezentacyjna
Mani w reprezentacji Wysp Cooka zadebiutował w 2000 roku. Podczas roku występów w tejże reprezentacji zaliczył 6 spotkań.